# Fernande van Tets
Fernande van Tets (1985) is een Nederlandse journaliste en auteur. Ze werkte jarenlang als Midden-Oostencorrespondente vanuit de standplaats Beiroet. In 2020 verscheen haar boek Vier Seizoenen in Damascus over de tijd dat ze tijdens de oorlog in Syrië werkte voor de Verenigde Naties.  

## Levensloop
Van Tets groeide op in Amsterdam en het Verenigd Koninkrijk en is lid van de adellijke familie Van Tets waarbij ze het adelspredicaat jonkvrouw draagt. Van Tets behaalde het International Baccalaureate op Atlantic College in Wales, een United World College. Daarna studeerde ze Arabische taal en cultuur en polticologie aan de Universiteit van Amsterdam. In 2011 studeerde ze cum laude af met een MA graad in krijgswetenschappen van King's College, Londen.
In 2011 verhuisde Van Tets naar Beiroet, Libanon waar ze als freelance journaliste werkte voor onder andere Trouw, de Groene Amsterdammer, de Britse krant The Independent en de televisiezender France 24 English. Na vier jaar in het Midden-Oosten vertrok ze naar Parijs waar ze op de nieuwsredactie van France 24 werkte als redactrice en presentatrice.
In 2018 vertrok Van Tets naar Damascus voor een baan als communicatiemedewerkster voor UNRWA, het Agentschap voor Palestijnse Vluchtelingen van de Verenigde Naties. Over haar tijd daar schreef ze het boek Vier  Seizoenen in Damascus, dat in 2020 verscheen bij uitgeverij Thomas Rap.